# Citoro
Citoro (en griego, Κύτωρος) era una antigua ciudad griega de Paflagonia, que es mencionada por Homero en el catálogo de los troyanos de la Ilíada donde formaba parte de los territorios del país de los énetos gobernados por Pilémenes.
Según la mitología griega, su nombre procedía de Citoro, un hijo de Frixo. Es citada por Apolonio de Rodas entre las ciudades que costearon los argonautas en su viaje hacia la Cólquide.
Estrabón, que la ubica al este del río Partenio, menciona que era el puerto comercial de Sinope, que pertenecía a la región de Amastriane y que en torno suyo se producía boj de buena calidad. Añade que la ciudad de Citoro, junto a las de Sésamo, Cromne y Tío, se habían unido en sinecismo para formar la ciudad de Amastris, fundada en el año 300 a. C., aunque Tío se separó del sinecismo poco después.